# Hvor heksene flyver
Hvor heksene flyver er en dansk dokumentarfilm fra 2002 instrueret af Linus Mørk.

## Handling
I Zambia er der ca. 40.000 registrerede healere. De fremfører selv, at deres behandlingsformer kan noget andet end vestlig medicin, blandt andet kurere sindssygdomme og psykiske lidelser. Desuden er deres helbredende praksis tro mod kulturelle værdier.